# Heinrich V. von Werdenberg-Sargans

Das Wappen der Grafen von Werdenberg-Sargans

Heinrich V. von Werdenberg-Sargans (* um 1345; † 26. Januar 1397) war ein Graf aus dem Geschlecht Werdenberg, einer Adelsfamilie im Oberrheintal. Er gilt als der dritte Graf der Grafschaft Vaduz.

## Leben
Heinrich V. von Werdenberg-Sargans war ein Sohn von Hartmann III. von Werdenberg-Sargans. Seine Mutter war Agnes von Montfort-Feldkirch. Da sein Vater 1354 starb, stand er unter der Obhut seines Onkels Rudolf IV. von Werdenberg-Sargans, der zusammen mit seiner Mutter die Herrschaft über das heutige Liechtenstein bis zu seiner Volljährigkeit übernahm. Sein Vater und sein Onkel hatten am 3. Mai 1342 im Schloss Sargans eine Urkunde zur Landesteilung unterschrieben. Dadurch war die Herrschaft Werdenberg-Sargans in eine links- und eine rechtsrheinische Hälfte geteilt worden. Der Rhein bildet noch heute die Grenze zwischen Österreich, Liechtenstein und der Schweiz. 
Erst 1363 konnte er die Herrschaft über Vaduz übernehmen. Er regierte zusammen mit seinem älteren Bruder Rudolf VI. von Werdenberg-Sargans. Sein dritter Bruder war in den geistlichen Stand eingetreten und wurde später Bischof von Chur. Nachdem sein älterer Bruder Rudolf VI. 1367 während einer Pilgerreise nach Jerusalem auf der Insel Rhodos verstorben war, übernahm er die alleinige Herrschaft über das Gebiet des heutigen Fürstentums. Er herrschte fast 30 Jahre lang und festigte die Existenz der noch neuen Grafschaft gegenüber seinen Nachbarn. 1367 übernahm er auch die Herrschaft über das Gebiet seines verstorbenen Onkels Rudolf IV. von Werdenberg-Sargans zusammen mit dessen Witwe Ursula von Vaz bis zur Volljährigkeit der Erben. 1374 wurde er zum Dompropst von Chur gewählt. 1377 trat er von diesem Amt wieder zurück. 1375 half er seinem Onkel Rudolf V. von Montfort-Feldkirch die Herrschaft Feldkirch an Leopold III. von Habsburg zu verkaufen, nachdem es ihm selber nicht gelungen war, den Zuschlag für die Herrschaft zu bekommen. 1375 verkaufte Graf Rudolf V. von Montfort-Feldkirch die Herrschaft Feldkirch an Österreich, 1390 fiel sie endgültig an Habsburg.
1381 trat Heinrich V. mit seiner Grafschaft dem Schwäbischen Städtebund bei und baute das Schloss Vaduz zu einer Festung aus. 1396 erhielt er von König Wenzel für seine Grafschaft die Reichsunmittelbarkeit. Er war in keine grösseren kriegerischen Auseinandersetzungen verstrickt und fand seine letzte Ruhestätte in der Kapelle St. Florin in Vaduz.